# Liste der Monuments historiques in Souvigny
Die Liste der Monuments historiques in Souvigny führt die Monuments historiques in der französischen Gemeinde Souvigny auf.

## Liste der Bauwerke
| Bezeichnung           | Beschreibung | Standort                     | Kennzeichnung | Schutzstatus | Datum     | Bild           |
| --------------------- | --- | ---------------------------- | ------------- | ------------ | --------- | -------------- |
| Château des Chaulets  | Schloss, erbaut im 18./19. Jahrhundert (Fotos in der Base Mérimée)                                                                                          | südlich des Ortes (Lage)     | PA00093301    | Inscrit      | 1976      |                |
| Château de Chéry      | Schloss, erbaut ab dem 16. Jahrhundert | östlich des Ortes (Lage)     | PA00093302    | Inscrit      | 1975      |                |
| Maison Le Château     | Adelshof, erbaut im 15. Jahrhundert | 1 Rue du Château (Lage)      | PA00093304    | Inscrit      | 1931      |                |
| Château de la Viveyre | Schloss, erbaut im 15. Jahrhundert | südlich des Ortes (Lage)     | PA03000043    | Inscrit      | 2010      |                |
| Kirche St-Marc        | Erbaut im 12. Jahrhundert | Place Aristide Briand (Lage) | PA00093303    | Classé       | 1840      | weitere Bilder |
| Haus La Matray        | Festes Haus, erbaut ab dem 15. Jahrhundert (Fotos in der Base Mérimée)                                                                                      | westlich des Ortes (Lage)    | PA00093306    | Inscrit      | 1975      |                |
| Maison des Voûtes     | auch Maison des Hôtes; Gebäude des Benediktinerpriorats mit gewölbtem Saal (ehemalige Kapelle), erbaut im 15. Jahrhundert                                   | 4 Cours Jean Jaurès (Lage)   | PA00093305    | Inscrit      | 1982      |                |
| Kloster Souvigny      | ehemaliges Benediktinerpriorat, heute von der Gemeinschaft vom heiligen Johannes genutzt; ab dem 11. Jahrhundert; zugehörig die Kirche St-Pierre-et-St-Paul | Place Aristide Briand (Lage) | PA00093300    | Classé       | 1926 2001 | weitere Bilder |

## Liste der Objekte

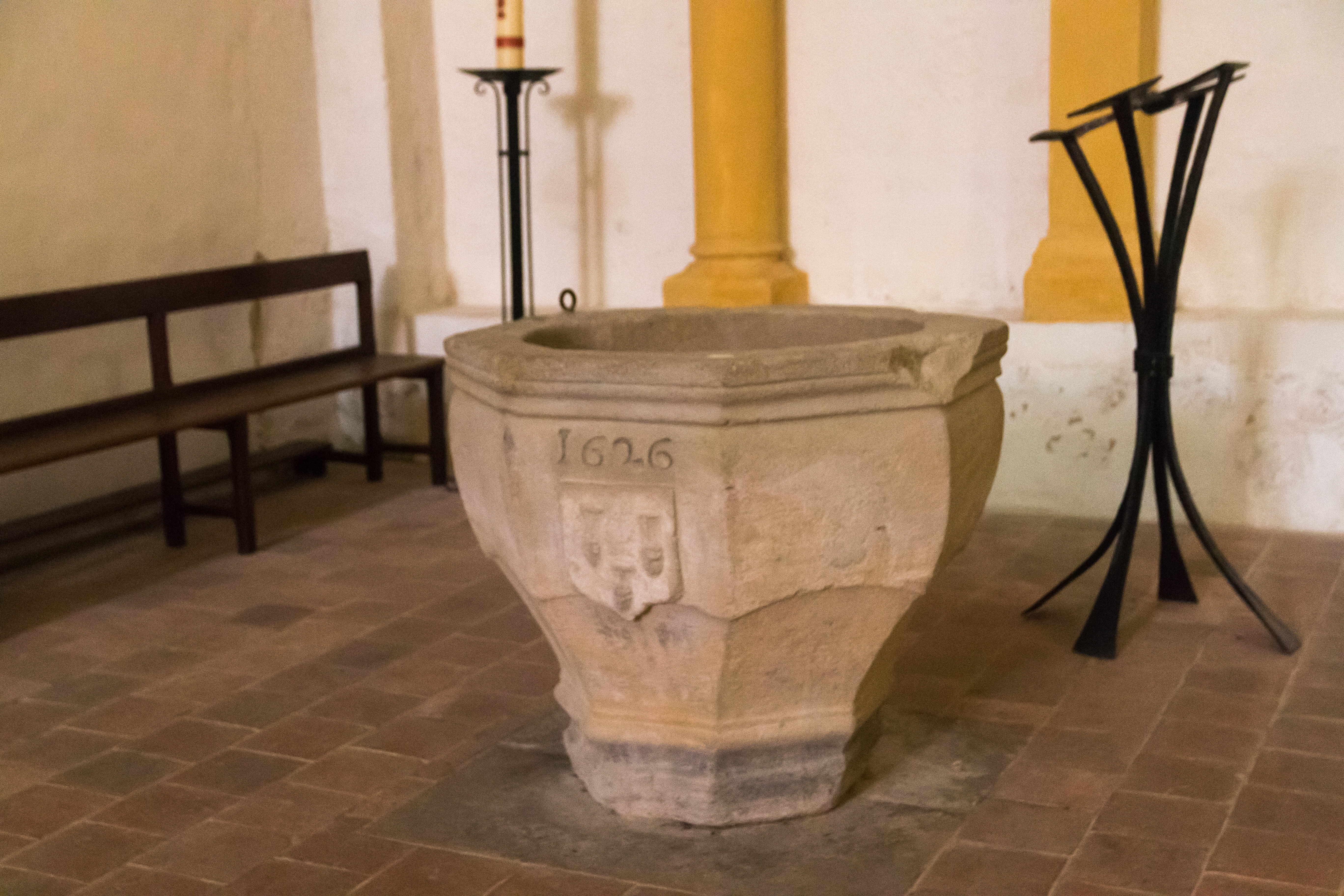
Taufbecken in Souvigny

- Monuments historiques (Objekte) in Souvigny in der Base Palissy des französischen Kulturministeriums (französisch)